# Luis Miguel: La serie
Luis Miguel (estilizada na tela como Luis Miguel, la serie) é uma série de televisão biográfica americana baseada na vida do cantor mexicano Luis Miguel com Diego Boneta no papel principal. A série, que conta com a autorização do próprio cantor, é produzida pela Gato Grande Productions junto com a Metro-Goldwyn-Mayer Studios para Telemundo nos Estados Unidos e Netflix para o resto do mundo. A primeira temporada da série estreou em 22 de abril de 2018 e foi finalizada em 15 de julho do mesmo ano.
Em 22 de abril de 2018, Karla Gonzales, showrunner da série, confirmou que o show foi renovado para uma segunda temporada. A série foi exibida, no México, pelo Las Estrellas de 12 a 30 de agosto de 2019, substituindo Sin miedo a la verdad 2 e sendo substituída por La usurpadora, em 15 episódios.

## Elenco

### Principal
- Diego Boneta como Luis Miguel
- Óscar Jaenada como Luis "Luisito" Rey[7]
- Camila Sodi como Erika Camil[10][11]
- Martín Bello como Tito
- Anna Favella como Marcela Basteri
- César Bordón como Hugo López[12]
- Juanpa Zurita como Alex Basteri[13]
- Paulina Dávila como Mariana Yazbek[14]
- Vanessa Bauche como Rosy Esquivel[12]

### Recorrente
- Luis de la Rosa como Luis Miguel (adolescente)
- Izan Llunas como Luis Miguel (criança)[15]
- Alfonso Borbolla como Raúl Velasco
- León Peraza como Andrés García[16]
- Alberto Caneva como Sergio Basteri
- Sergio Lanza como Juan Carlos Calderón
- Javier Gómez como Jaime
- Vicente Tamayo como Bobby, baseado em Roberto Palazuelos[17]
- Alexis Ortega como Burro, baseado em Jorge van Rankin
- Kevin Holt como Miguel Alemán Magnani
- Gabriel Nuncio como El Doc
- Pilar Santacruz como Sophie, baseado em Stephanie Salas[18]
- Andrés Almeida como Armando Serna[12]
- Arturo Barba como El Tigre Azcárraga, baseado em Emilio Azcárraga Milmo
- Mario Zaragoza como General Durazo, baseado em Arturo Durazo Moreno[19]
- Hugo Catalán como Moro, baseado em Alejandro González Iñárritu[20]
- Albi De Abreu como Miguel Ángel Villegas
- Isabel Burr como Adela
- Amparo Barcia como Sasha Sokol
- Marcela Guirado como Verónica Castro
- Sofía Castro como Alina
- Karla Carrillo como Conductora MTV
- Aurora Gil como Cynthia Casas
- Viridiana Olvera como Paty Chapoy
- Pierre David como Armando Manzanero
- Daniel Cubillo como Bebu Silvetti

## Trilha sonora
A trilha sonora da série foi lançada em 22 de abril de 2018.
| N.º | Título                                                        | Duração |  |
| 1.  | "Ahora Te Puedes Marchar" (Diego Boneta)                      | 3:12    |  |
| 2.  | "Cuando Calienta el Sol" (Diego Boneta)                       | 3:59    |  |
| 3.  | "Fría Como el Viento" (Diego Boneta)                          | 3:49    |  |
| 4.  | "Un Hombre Busca Una Mujer" (Diego Boneta)                    | 3:33    |  |
| 5.  | "La Malagueña" (Izan Llunas)                                  | 4:08    |  |
| 6.  | "Frente a una Copa de Vino" (Izan Llunas)                     | 2:15    |  |
| 7.  | "Culpable o No (Miénteme Como Siempre)" (Diego Boneta)        | 3:56    |  |
| 8.  | "La Chica del Bikini Azul" (Diego Boneta)                     | 3:00    |  |
| 9.  | "Yo que no vivo sin ti" (Diego Boneta)                        | 3:28    |  |
| 10. | "La Incondicional" (Diego Boneta)                             | 4:20    |  |
| 11. | "1 + 1 = Dos Enamorados" (Izan Llunas)                        | 3:33    |  |
| 12. | "Será que no me amas (Blame It On the Boogie)" (Diego Boneta) | 4:08    |  |
| 13. | "Tengo Todo Excepto a Ti" (Diego Boneta)                      | 4:35    |  |
| 14. | "Alguien Como Tú (Somebody In Your Life)" (Diego Boneta)      | 4:05    |  |
| 15. | "Palabra de honor" (Diego Boneta)                             | 3:41    |  |
| 16. | "No Me Platiques Más" (Diego Boneta)                          | 3:36    |  |
| 17. | "Mamá, Mamá" (Izan Llunas)                                    | 3:09    |  |
| 18. | "Decídete" (Izan Llunas)                                      | 3:05    |  |
| 19. | "No Me Puedes Dejar Así" (Izan Llunas)                        | 3:30    |  |
| 20. | "Todo el Amor del Mundo" (Izan Llunas)                        | 2:42    |  |
| 21. | "Marcela" (Izan Llunas)                                       | 2:51    |  |

### Certificações e vendas
| País   | Certificador | Certificação | Vendas certificadas | Ref.   |
| ------ | ------------ | ------------ | ------------------- | ------ |
| México | AMPROFON     | Ouro         | 30 000              | [ 23 ] |